# The Fable of Napoleon and the Bumps
The Fable of Napoleon and the Bumps è un cortometraggio muto del 1914 scritto e diretto da George Ade, prodotto dalla Essanay Film Manufacturing Company.

## Produzione
Il film fu prodotto dalla Essanay Film Manufacturing Company.

## Distribuzione
Distribuito dalla General Film Company, il film uscì nelle sale cinematografiche USA il 15 luglio 1914.